# Cantón de Chaumont-Sur
El cantón de Chaumont-Sur era una división administrativa francesa, que estaba situada en el departamento de Alto Marne y la región de Champaña-Ardenas.

## Composición
El cantón estaba formado por siete comunas más una fracción de la comuna que le da su nombre:
- Buxières-lès-Villiers
- Chaumont (fracción)
- Foulain
- Luzy-sur-Marne
- Neuilly-sur-Suize
- Semoutiers-Montsaon
- Verbiesles
- Villiers-le-Sec

## Supresión del cantón de Chaumont-Sur
En aplicación del Decreto nº 2014-163 de 17 de febrero de 2014, el cantón de Chaumont-Sur fue suprimido el 22 de marzo de 2015 y sus 8 comunas pasaron a formar parte; cinco del nuevo cantón de Chaumont-3, dos del cantón de Chaumont-2 y la fracción de la comuna de Chaumont, repartido entre los nuevos cantones de su nombre.